# Next Floor
Next Floor és un curtmetratge canadenc de comèdia negra del 2008 dirigit per Denis Villeneuve. La pel·lícula, en gran part sense paraules, representa un grup d'onze persones que s'ocupen sense parar de carns crues en un banquet.

## Sinopsi
Durant un banquet opulent i luxós, al qual assisteixen servidors i valets, onze convidats mimats participen en el que sembla una carnisseria gastronòmica ritual.

## Personatges i repartiment
- Mestre D • Jean Marchand
- Servidors • Mathieu Handfield, Sébastien René, Emmanuel Schwartz
- Sopars • Simone Chevalot, Ken Fernandez, Ariel Ifergan, Sergiy Marchenko, Deepak Massand, Gaétan Nadeau, Charles Papasoff, Daniel Rousse, Helga Schmitz, Dennis St-John, Valérie Wiseman

## Fons de producció
La pel·lícula va ser concebuda per la productora Phoebe Greenberg i dirigida per Villeneuve durant una pausa de la producció del seu llargmetratge Polytechnique.

## Llançament i recepció
La pel·lícula es va estrenar al 61è Festival Internacional de Cinema de Canes, com a part del programa Setmana de la Crítica.

### Resposta crítica
Per a Indiewire, el periodista Zach Hollwedel va teoritzar que els assistents al banquet estaven a l'infern, i que es veien obligats a ser lents pel seu estil de vida golafre quan estaven vius, o que els La pel·lícula va ser un comentari metafòric sobre la naturalesa voraç i destructiva del consumisme humà.

### Reconeixements
A Canes, la pel·lícula va rebre el premi Canal+ al millor curtmetratge del seu programa. També va guanyar el premi al millor curtmetratge al XLI Festival Internacional de Cinema Fantàstic de Catalunya.
La pel·lícula va rebre una cita especial del jurat per al Premi del Festival Internacional de Cinema de Toronto al millor curtmetratge canadenc al Festival Internacional de Cinema de Toronto de 2008, i va guanyar el Premi Genie al Millor Curt Drama d'imatge real als 29ns Premis Genie i el Prix Jutra al millor curtmetratge als 11ns Premis Jutra.